# Індійський ботанічний сад
Індійський ботанічний сад імені ачар'ї Джагадіша Чандри Боса (англ. Acharya Jagadish Chandra Bose Indian Botanic Garden, раніше — Ботанічний сад Калькутти, Королівський ботанічний сад Калькутти) — ботанічний сад у місті Хаура (штат Західний Бенгал, Індія). Розташований на західному березі Хуґлі, рукава Гангу. Ботанічний сад має міжнародний код CAL.

Вид на озеро Кінгз з боку Баньян-авеню

## Історія
Сад був заснований 1787 року полковником Робертом Кідом, армійським офіцером Британської Ост-Індійської компанії, головним чином з метою виявлення нових цінних рослин, таких як тикове дерево, і вирощування прянощів для торгівлі. Джозеф Долтон Гукер писав про цей сад, що «серед його найбільших тріумфів … ввезення чайного куща з Китаю, … створення торгівлі чаєм в Гімалаях і Ассамі».
Серйозні зміни в політику ботанічного саду були внесені ботаніком Вільямом Роксбером після того, як він став керуючим саду 1793 року. Роксбург привіз рослини зі всієї Індії і створив великий гербарій. Ця колекція висушених зразків рослин у кінцевому підсумку стала Центральним національним гербарієм Ботанічної служби Індії, який налічує 2 500 000 найменувань. Джозеф Долтон Гукер пише про перші роки саду: «… [ботанічний сад] вніс більше корисних і декоративних тропічних рослин у громадські і приватні сади світу, ніж будь-яка інша установа до або після. … Я тут натякаю на великий індійський гербарій, сформований головним чином співробітниками ботанічного саду під керівництвом доктора Валліха і поширений 1829 року в головних музеях Європи.»
За більш ніж два століття свого існування були створені привабливі колекції для широкого загалу та багато видів рослин були вирощені для наукового спостереження. У 1970-х роках в саду була розпочата програма з впровадження поліпшених харчових рослин та інших економічно вигідних видів.
25 червня 2009 року ботанічний сад був названий на честь Джагадіша Чандри Боса, бенгальського ерудита і вченого-натураліста.

## Колекції
У ботанічному саду росте близько 12 000 рослин, у тому числі безліч рідкісних. Сад знаходиться під управлінням Ботанічної служби Індії (BSI) Міністерства навколишнього середовища та лісів.
Серед колекцій ботанічного саду:
- Рослини, які мають господарське значення,
- Лікарські рослини (450 видів),
- Пальмові (116 видів),
- Бамбуки (26 видів),
- Орхідні (80 видів),
- Цитрусові,
- Сукуленти (100 видів),
- Латаття (30 сортів 4 видів),
- Жасмин (25 сортів),
- Пандан,
- Бугенвілія (148 сортів).

Найвідоміша пам'ятка саду — Великий баньян, величезний Ficus benghalensis, який вважається деревом  з найбільшою у світі площею крони (більше 330 метрів в окружності).

## Галерея

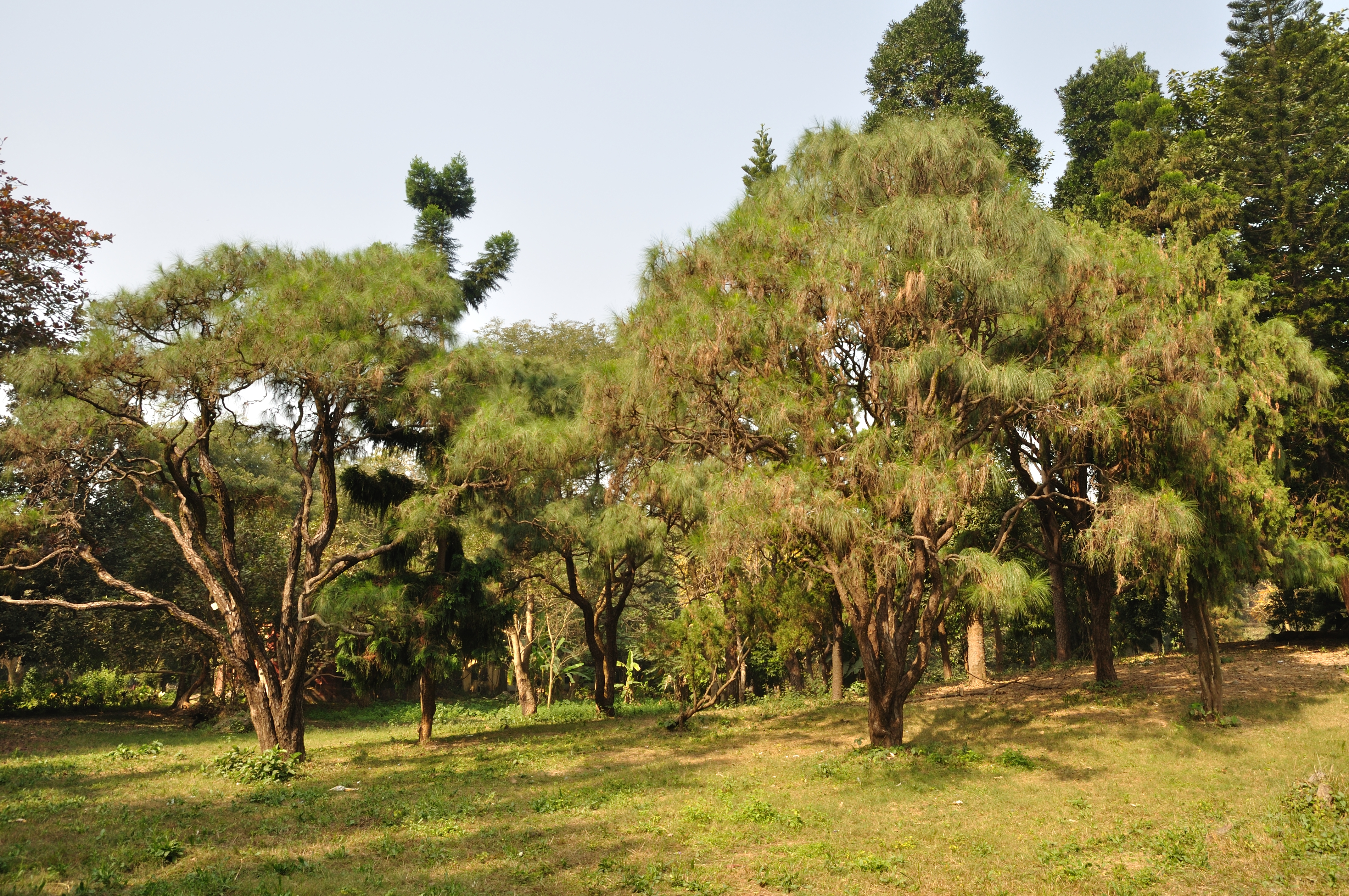
У ботанічному саду
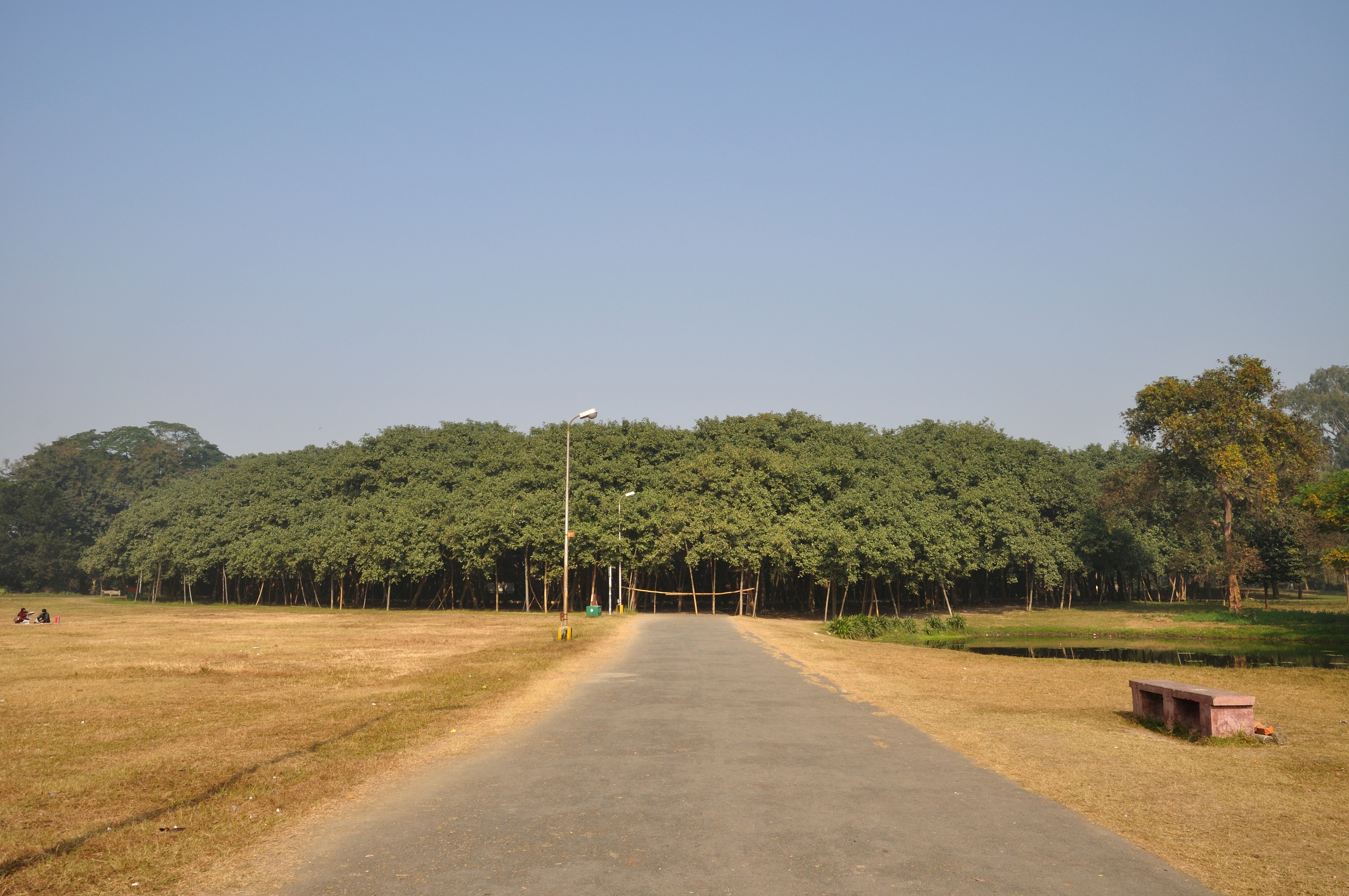
Великий баньян (загальний вигляд)
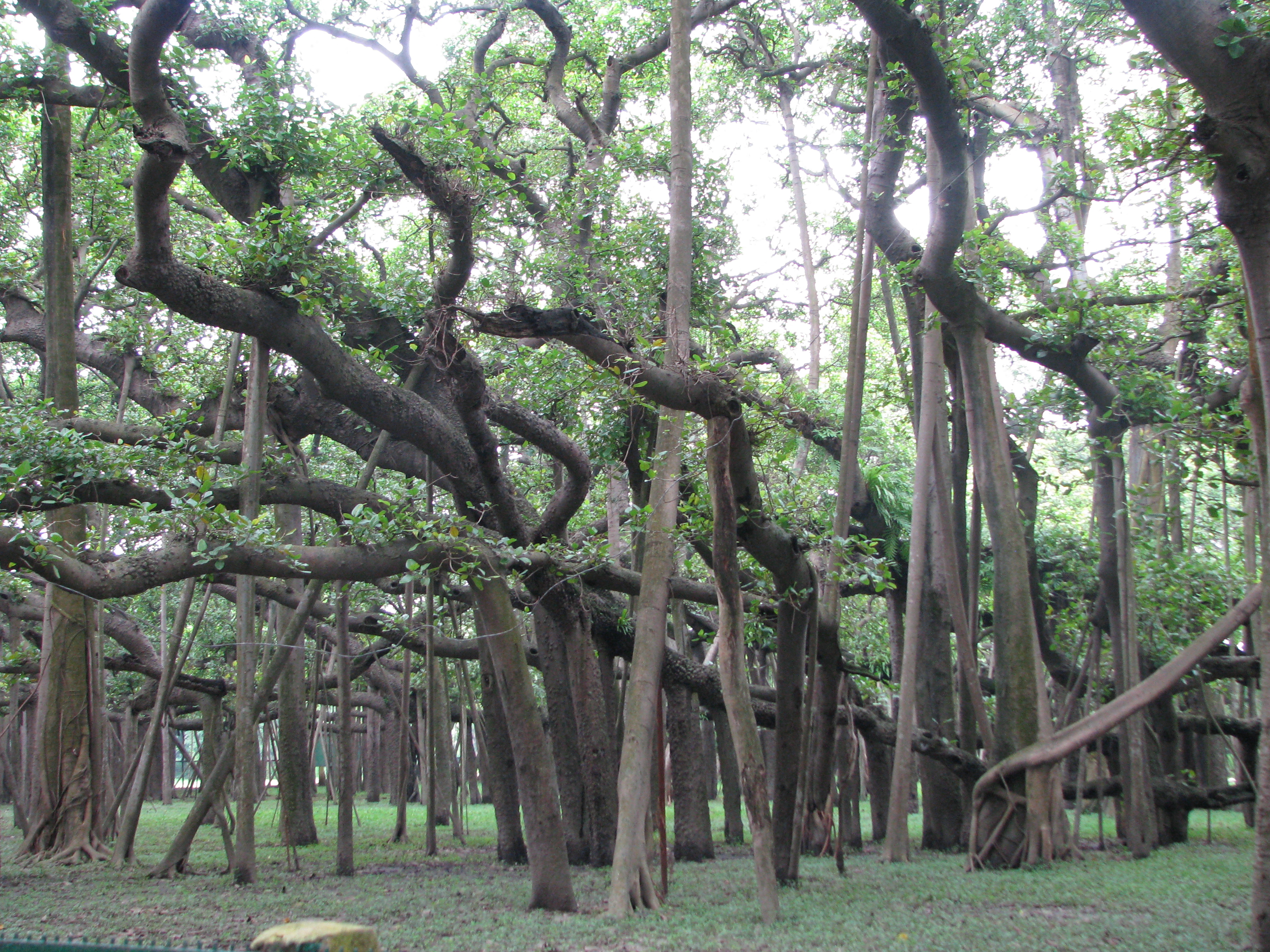
Великий баньян
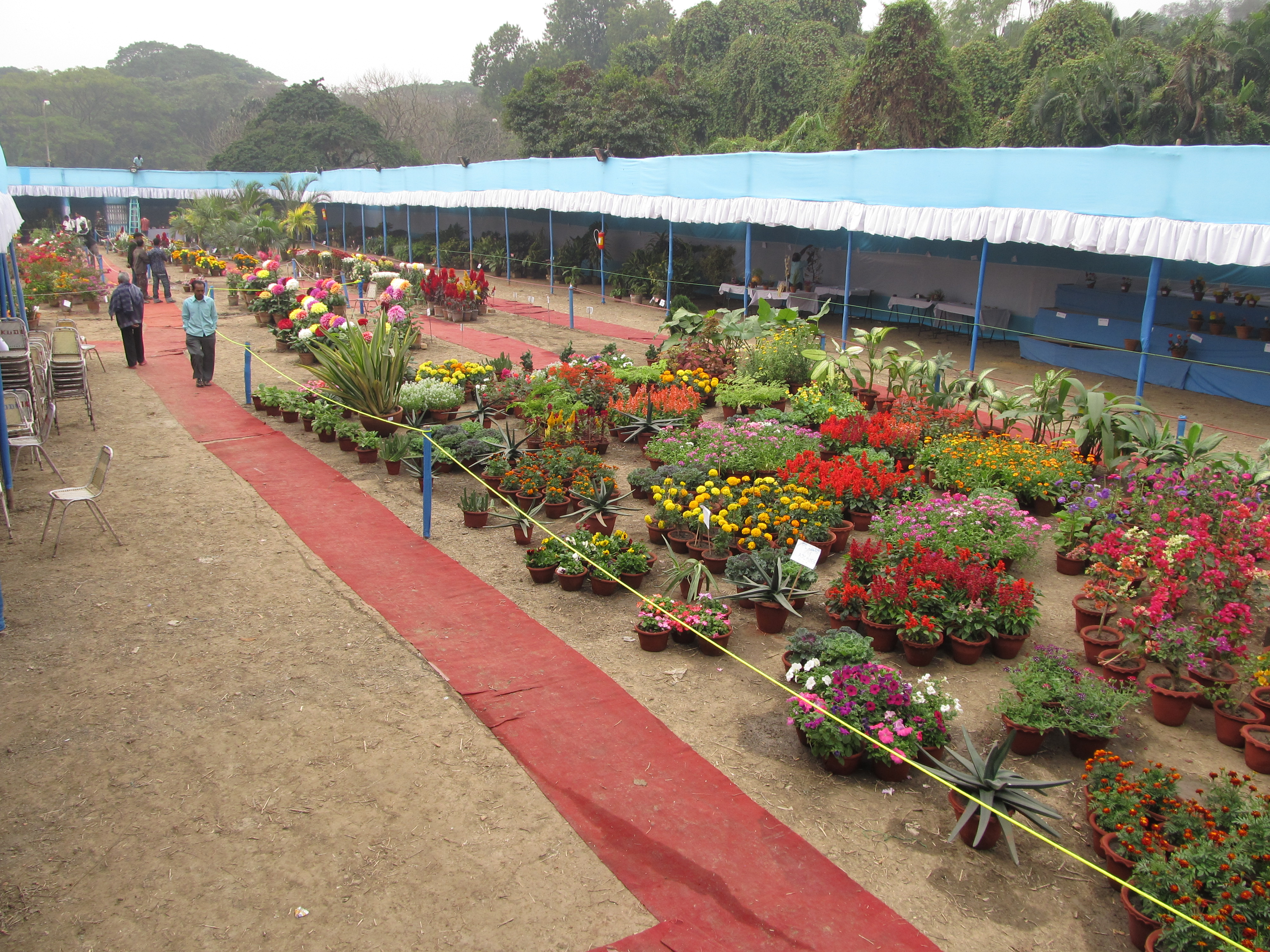
Виставка квітів «Flower Show 2012»
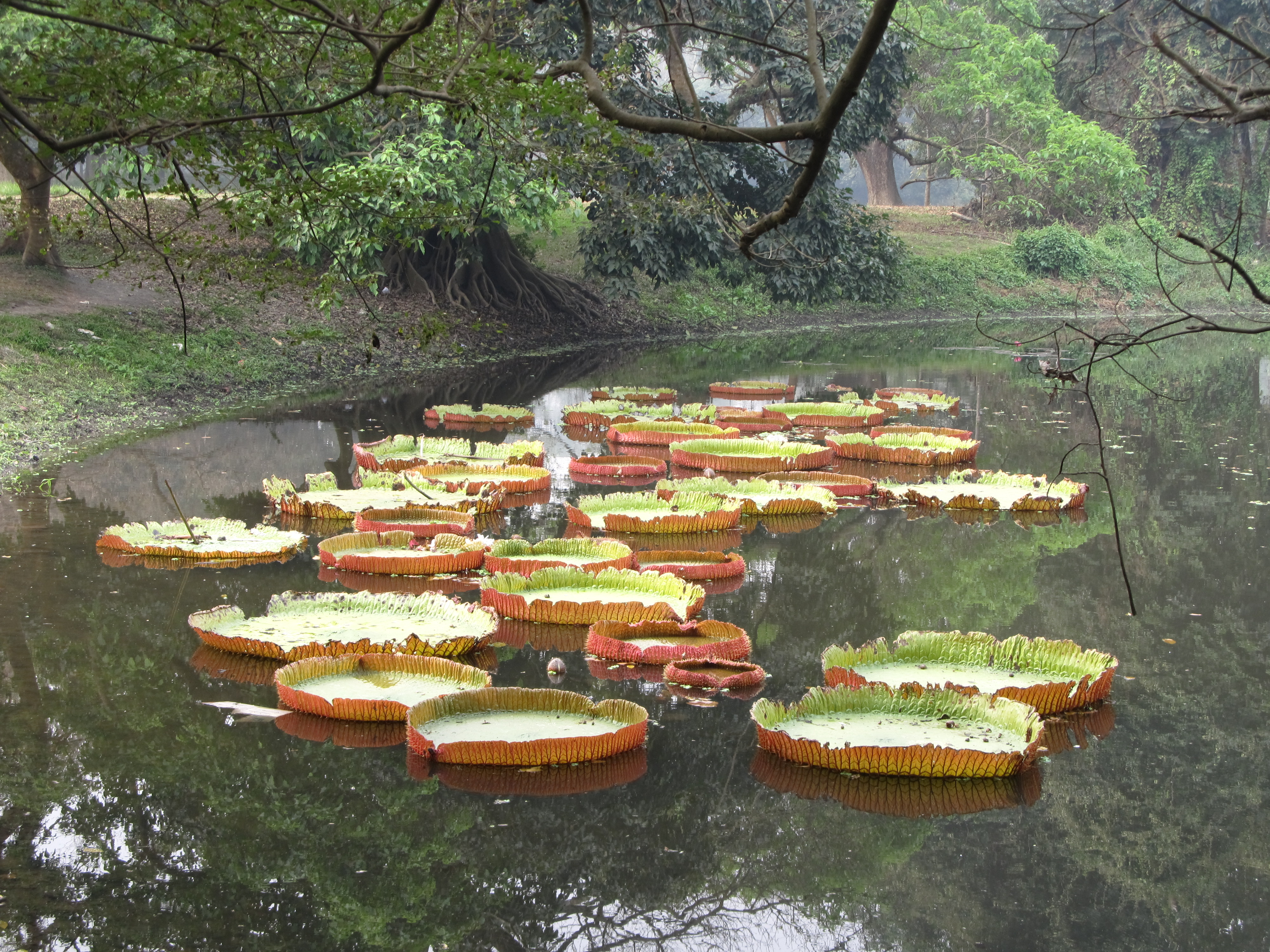
Victoria amazonica
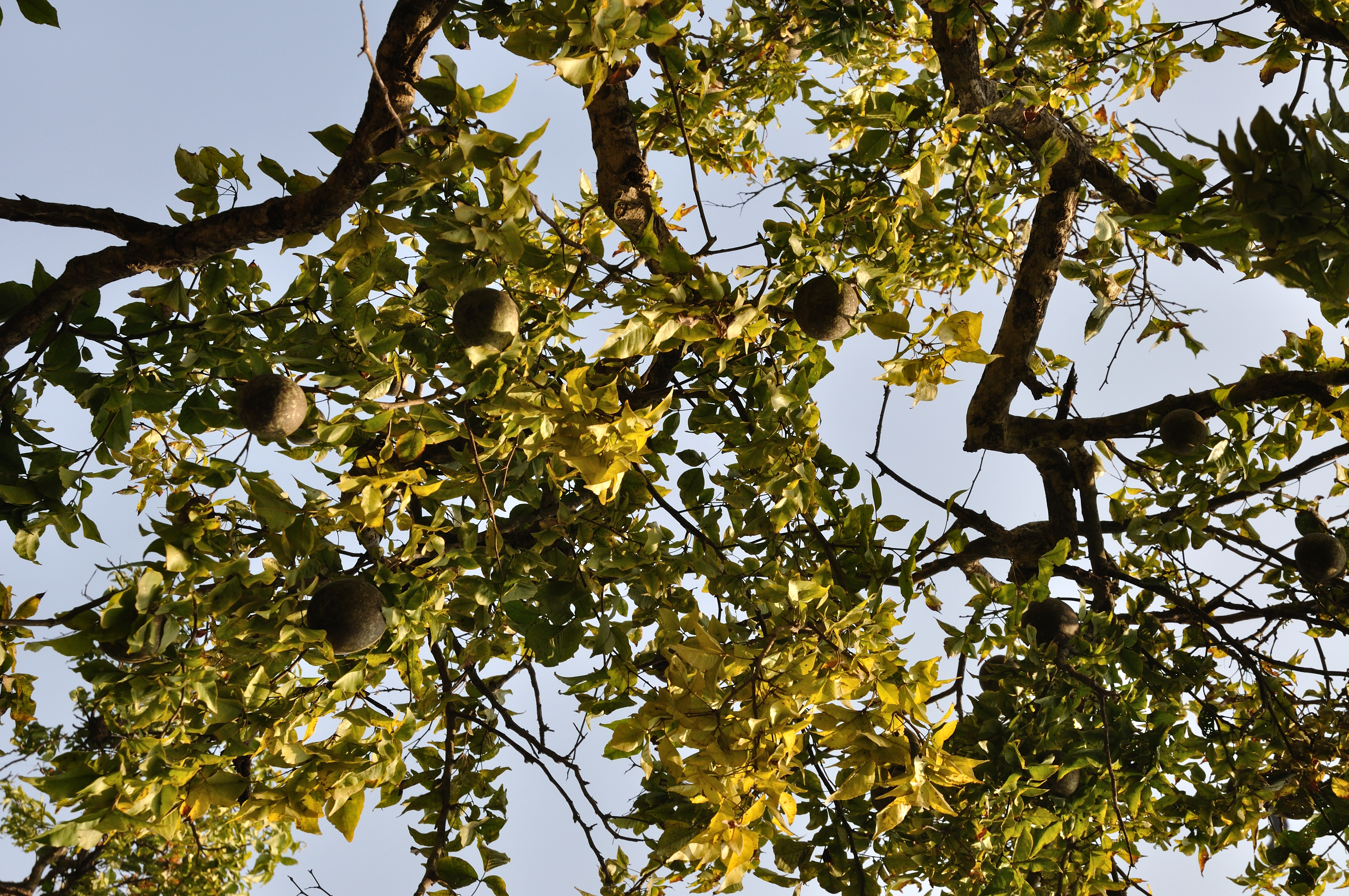
Aegle marmelos